# Friedrichsmoorer Karpfenteiche
Die Friedrichsmoorer Karpfenteiche befinden sich im Norden des Stadtgebiets von Neustadt-Glewe im Landkreis Ludwigslust-Parchim in Mecklenburg-Vorpommern im Landschaftsschutzgebiet Lewitz.

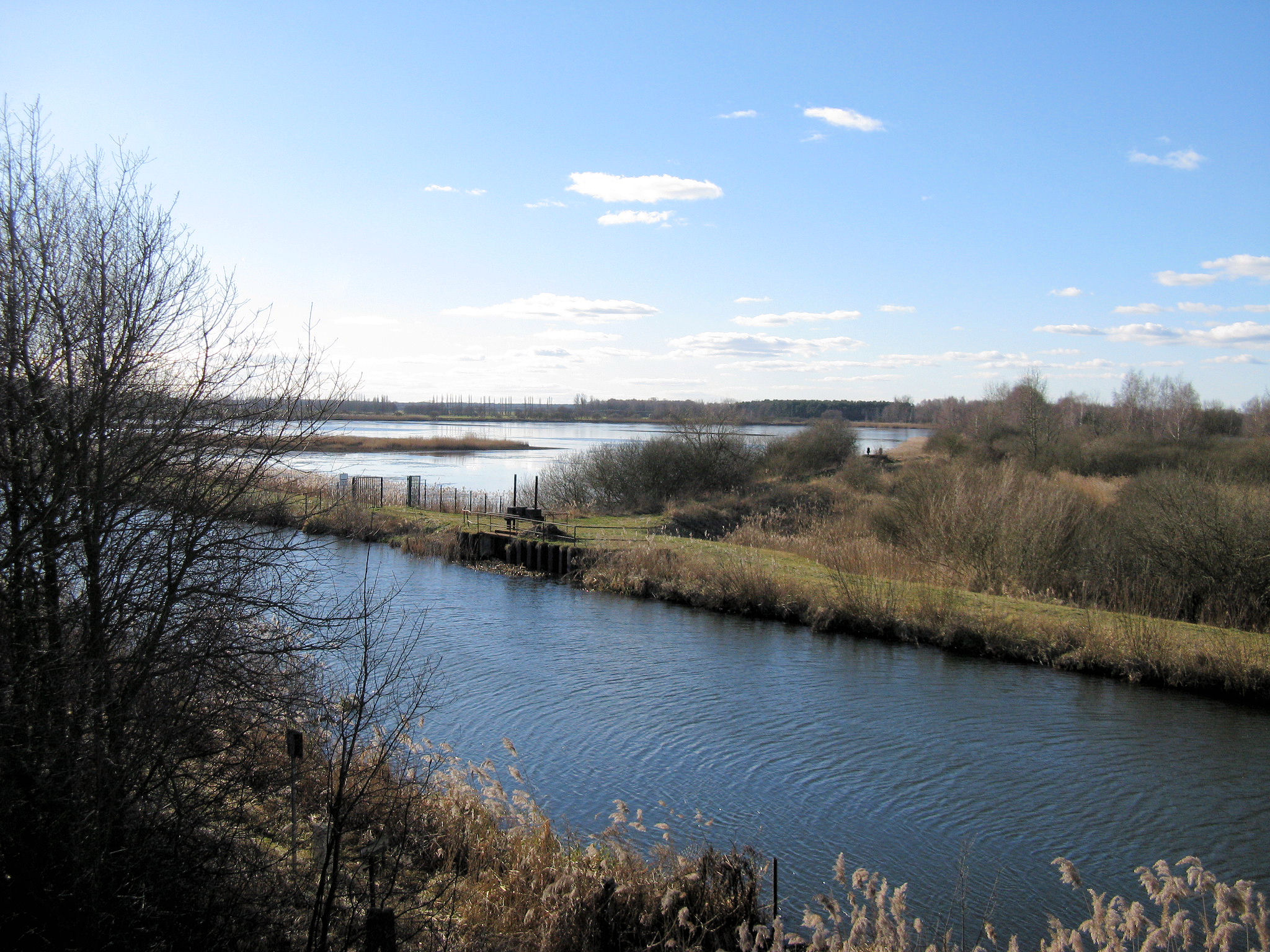
Müritz-Elde-Wasserstraße und Friedrichsmoorer Karpfenteiche

Die Karpfenteiche rechtsseitig der Müritz-Elde-Wasserstraße bestehen aus insgesamt zwölf Becken, die voneinander durch Dämme, auf denen Wege und Straßen verlaufen, getrennt sind. Der Abschnitt der Wasserstraße, der auch Friedrich-Franz-Kanal genannt wird, ist hier als Hochkanal ausgeführt, das heißt, der Wasserstand befindet sich über dem Niveau der umgebenden Landschaft. Die ausgedehnten Teichflächen befinden sich etwa vier Kilometer nördlich von Neustadt-Glewe. Der namensgebende Ortsteil Friedrichsmoor liegt drei Kilometer westlich. Östlich grenzt das Gemeindegebiet von Spornitz an die Teiche und den Kanallauf. Die viereckigen Teichbecken nehmen insgesamt eine Fläche von 3,3 km² ein. Die maximale Ausdehnung beträgt 3,8 Kilometer in Nord-Süd-Richtung und 1,35 Kilometer von West nach Ost. Die Friedrichmoorer Karpfenteiche unterteilen sich in die sechs nördlichen Becken, die als Teiche Spornitz Nord bezeichnet werden und die mit  Teiche Spornitz Süd bezeichneten sechs südlichen Becken. An den die Teiche kreuzenden Straßen befinden sich an der Spornitzer und der Dütschower Brücke Aussichtspunkte.
Die Wasserstände der Becken sind unterschiedlich hoch und betragen 35,5 bis 36,9 m ü. NHN. Die Befüllung der Fischteiche erfolgt über die geringfügig höher liegende Müritz-Elde-Wasserstraße. Über ein in den ursprünglichen Flusslauf der tiefer und westlich liegenden Elde mündendes Grabensystem kann Wasser abgelassen werden.
Die Friedrichsmoorer Karpfenteiche wurden bis etwa zur Mitte des 20. Jahrhunderts angelegt. Sie sind, zusammen mit einem Großteil der linksseitig der Müritz-Elde-Wasserstraße befindlichen Neuhöfer Karpfenteiche, weiteren Teichen zwischen Friedrichsmoor und Tramm, angrenzenden Flächen und dem Flusslauf der Elde in diesem Bereich Bestandteil des Naturschutzgebiets Fischteiche in der Lewitz.